# Christchurch (District)
Christchurch war ein Distrikt (englisch district) in der englischen Grafschaft Dorset mit dem Titel eines Borough. Verwaltungssitz war die Stadt Christchurch.
Christchurch wurde mit Inkrafttreten des Local Government Act 1972 am 1. April 1974 gebildet durch die Fusion des Municipal Borough Christchurch mit Gebieten des Rural District Ringwood and Fordingbridge: der Gemeinde (Parish) Hurn sowie Teilen von Christchurch East und Sopley; außerdem wechselte der Distrikt, dessen Fläche bis dahin zur Grafschaft Hampshire gehört hatte, nach Dorset. Zugleich erhielt der Distrikt den Titel eines Borough verliehen.
Aufgrund einer im Mai 2018 erlassenen Verordnung wurde Christchurch zum 1. April 2019 mit den nordwestlich angrenzenden Unitary Authoritys Bournemouth und Poole zur neuen UA Bournemouth, Christchurch and Poole zusammengeschlossen. Der Rat von Christchurch hatte gegen diese Verschmelzung geklagt, blieb aber damit erfolglos.

Innere Gliederung, unparished Area in rot.

Innerhalb des Distrikts bestanden zwei Gemeinden, Hurn im Norden und Burton im Nordwesten, beide in den dünner besiedelten Bereichen gelegen. Der stärker verdichtete, städtische Bereich mit Christchurch selbst war eine unparished Area. Dies bedeutet, dass es hier auch keinen Gemeinderat (Parish Council) gab, die den Parishes zugewiesenen Aufgaben wurden von der Distriktverwaltung wahrgenommen.